# 奴隷海岸

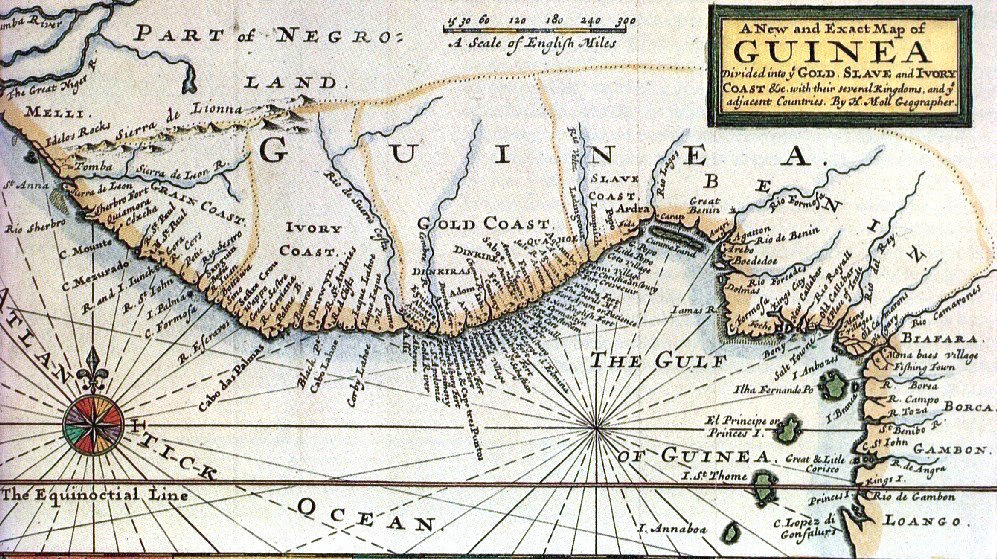
奴隷海岸の地図

奴隷海岸（どれいかいがん、Slave Coast）は今日のトーゴ、ベナン、およびナイジェリア西部の海岸地帯のヨーロッパ勢による呼称。ベニン湾に沿った西アフリカの大西洋岸である。16世紀初頭のポルトガルの到来から19世紀初頭の奴隷貿易の公式廃止まで、大西洋岸の全域から多くの黒人奴隷が大西洋奴隷貿易で売られ、西欧や新世界（南北アメリカ大陸）へ運ばれる奴隷船に乗せられた。他の黄金海岸・象牙海岸・胡椒海岸（穀物海岸）と並び、「主要産品」にちなんで「奴隷海岸」と呼ばれた。
奴隷商人は現地の黒人の部族に旧式の武器などを渡し、他の部族を襲わせ、武器の対価として奴隷を獲得した（三角貿易）。その数は1000万人とも2000万人とも言われており、大多数が働き盛りの男性だったことから、アフリカの人的・経済的・文化的な損失となった。